# Элторп
Элторп (англ. Althorp) — фамильное поместье графского рода Спенсеров в Нортгемптоншире, Великобритания. Поместье открыто для посещений с 1953 года, и посетить его можно в период с 1 июля до 30 августа.

## История
Поместье является собственностью семьи Спенсер с XVI века, когда в 1522 году его купил Джон Спенсер. Изначально господский дом был выстроен в краснокирпичном стиле Тюдоров, однако в XVIII веке его почти полностью перестроил архитектор Генри Холланд. Интерьеры дома украшены большой коллекцией картин (в том числе кисти Ван Дейка) и антиквариата, которая собрана семьёй Спенсеров.
На территории поместья имелась собственная железнодорожная станция, которая действовала до 1960 года. В настоящее время поместье принадлежит Чарльзу, 9-му графу Спенсеру.
В 1997 году на территории поместья, на маленьком острове посреди озера была похоронена Диана, принцесса Уэльская, урождённая леди Диана Спенсер.